# Wasted (L.A. Guns)
Wasted è un album EP degli L.A. Guns, uscito il 15 settembre 1998 per l'etichetta discografica Vertigo/Polygram Records.

## Tracce
1. Wasted (Crypt, Guns, Riley, Saenz, Sean) 4:21
2. Well Spent (Crypt, Guns, Riley, Seanz) 5:11
3. Heavy Head (Crypt, Guns, Riley, Seanz) 4:06
4. Forgiving Eyes (Crypt, Guns, Riley, Saenz, Seanz) 6:31
5. Jayne '98 (Cripps, Crypt, Guns, Lewis, Nickels, Riley) 5:04
6. Cold Gin (Frehley) 5:13 (Kiss Cover)

## Formazione
- Ralph Saenz - voce
- Tracii Guns - chitarra
- Johnny Crypt - basso
- Steve Riley - batteria